# 上高田
上高田（かみたかだ）は、東京都中野区にある地名。現行行政地名は上高田一丁目から上高田五丁目。住居表示実施済区域。

## 地理
中野区の東部に位置する。地域の東部は妙正寺川を境に新宿区中井・中落合に接し、南東部は新宿区上落合とも接する。北部も概ね妙正寺川を境として新宿区西落合に接する。南部は早稲田通りを境に中野区東中野・中野に接する。西部は中野区松が丘・新井に接している。

### 河川
- 妙正寺川

### 概要
町域内の多くは住宅地からなる。南部の早稲田通り沿いは寺院が多く、寺町となっている。

### 地価
住宅地の地価は、2025年（令和7年）1月1日の公示地価によれば、上高田2-22-8の地点で63万2000円/m2、上高田5-30-3の地点で55万8000円/m2となっている。

## 歴史
「上高田」の地名は、江戸初期に成立した多摩郡上高田村に由来するものであるが、現在「上高田」と呼ばれる町域は、1960年から1967年にかけて整備された町割による。特に、住居表示に関する法律（1962年5月公布）後、主要道路を町境としたため、早稲田通りの南北にまたがっていた昭和通（旧町名）も、早稲田通りの北側の大半が上高田の町域となった。早稲田通り沿線の寺町は、江戸期より中野村（1897年より中野町）に属し、上高田村や野方町（1889年上高田村が合併して野方村が成立）には属したことがない。現在も、旧来の上高田とは、鎮守（地域の氏神とする神社）も、管轄警察署も管轄地域センター（中野区の出先機関）も異なり、上高田としての文化的なつながりは、希薄である。

## 世帯数と人口
2023年（令和5年）1月1日現在（東京都発表）の世帯数と人口は以下の通りである。
| 丁目         | 世帯数     | 人口     |
| ------------ | ---------- | -------- |
| 上高田一丁目 | 3,436世帯  | 5,397人  |
| 上高田二丁目 | 3,294世帯  | 4,885人  |
| 上高田三丁目 | 2,194世帯  | 3,329人  |
| 上高田四丁目 | 2,312世帯  | 3,705人  |
| 上高田五丁目 | 1,967世帯  | 3,095人  |
| 計           | 13,203世帯 | 20,411人 |

### 人口の変遷
国勢調査による人口の推移。
| 年                 | 人口   |
| ------------------ | ------ |
| 1995年（平成7年）  | 20,787 |
| 2000年（平成12年） | 20,320 |
| 2005年（平成17年） | 20,451 |
| 2010年（平成22年） | 20,534 |
| 2015年（平成27年） | 20,809 |
| 2020年（令和2年）  | 21,325 |

### 世帯数の変遷
国勢調査による世帯数の推移。
| 年                 | 世帯数 |
| ------------------ | ------ |
| 1995年（平成7年）  | 11,037 |
| 2000年（平成12年） | 11,384 |
| 2005年（平成17年） | 11,925 |
| 2010年（平成22年） | 12,505 |
| 2015年（平成27年） | 13,014 |
| 2020年（令和2年）  | 13,351 |

## 学区
区立小・中学校に通う場合、学区は以下の通りとなる（2024年4月現在）。
| 丁目         | 番地 | 小学校                 | 中学校               |
| ------------ | --- | ---------------------- | -------------------- |
| 上高田一丁目 | 1番1〜23・29〜45号 2番1〜12・42〜51号 3番1〜5号 ・旧水路の南側（以下の番・号） 1番24〜28号、2番13〜27号 2番40〜41号、3番6号 | 中野区立白桜小学校     | 中野区立中野東中学校 |
| 上高田一丁目 | 2番28〜39号、3番7〜12号 4〜25番、26番10〜16号 27番18〜23号、28〜29番 30番5〜8号、31番16〜21号 32〜33番、34番11〜16号 35番13〜23号 36番12〜20号、37番13〜23号 38〜50番 ・旧水路の北側（以下の番・号） 1番24〜28号 2番13〜27・40〜41号 3番6号、26番9・17号 27番17・24号、30番4号 31番15・22号、34番10・17号 35番12・24号、36番10〜11・21号 37番11〜12・24号 | 中野区立白桜小学校     | 中野区立第五中学校   |
| 上高田一丁目 | 26番1〜8・18〜21号 27番1〜16・25〜29号 30番1〜3・9号 31番1〜14・23号 34番1〜9・18〜23号 35番1〜11・25〜30号 36番1〜9・22〜26号 37番1〜10・25〜29号 ・旧水路の南側（以下の番・号） 26番9・17号、27番17・24号 30番4号、31番15・22号 34番10・17号、35番12・24号 36番10〜11・21号、37番11〜12・24号                                                           | 中野区立桃園第二小学校 | 中野区立中野東中学校 |
| 上高田二丁目 | 1番1〜13・29〜33号 3番1〜39号 40番1〜13・22〜35号 ・旧水路の南側（以下の番・号） 1番14〜17・28号 40番14・20〜21号 | 中野区立桃園第二小学校 | 中野区立中野中学校   |
| 上高田二丁目 | 1番18〜27号、2番 3番40〜50号 4〜39番、40番 41〜58番 ・旧水路の北側（以下の番・号） 1番14〜17・28号 40番14・20〜21号 | 中野区立令和小学校     | 中野区立第五中学校   |
| 上高田三丁目 | 3〜41番 | 中野区立令和小学校     | 中野区立第五中学校   |
| 上高田三丁目 | 1〜2番 | 中野区立白桜小学校     | 中野区立第五中学校   |
| 上高田四丁目 | 1〜29番、32〜36番 | 中野区立白桜小学校     | 中野区立第五中学校   |
| 上高田四丁目 | 30〜31番、37〜48番 | 中野区立令和小学校     | 中野区立第五中学校   |
| 上高田五丁目 | 全域 | 中野区立令和小学校     | 中野区立第五中学校   |

## 交通

### 鉄道
| 街区内に存在する駅               | 隣接する街区の駅 |
| -------------------------------- | --- |
| 西武新宿線 - 新井薬師前駅(SS 05) | 西武新宿線 - 沼袋駅(SS 06) 西武新宿線 大江戸線 - 中井駅(SS 04) (E 32) 大江戸線 - 落合南長崎駅 (E 33) JR中央線 JR中央・総武線各駅停車 東京メトロ東西線 - 中野駅(JC 06)(JB 07)(T 01) 東西線 - 落合駅(T 02) JR中央・総武線各駅停車 大江戸線 - 東中野駅(JB 08)(E 31) |

### バス
- 関東バス丸山営業所が、周辺の路線を運行している。(※ 国際興業バス池袋営業所と共同運行路線あり)

## 事業所
2021年（令和3年）現在の経済センサス調査による事業所数と従業員数は以下の通りである。
| 丁目         | 事業所数  | 従業員数 |
| ------------ | --------- | -------- |
| 上高田一丁目 | 115事業所 | 702人    |
| 上高田二丁目 | 119事業所 | 945人    |
| 上高田三丁目 | 141事業所 | 588人    |
| 上高田四丁目 | 43事業所  | 250人    |
| 上高田五丁目 | 78事業所  | 518人    |
| 計           | 496事業所 | 3,003人  |

### 事業者数の変遷
経済センサスによる事業所数の推移。
| 年                 | 事業者数 |
| ------------------ | -------- |
| 2016年（平成28年） | 571      |
| 2021年（令和3年）  | 496      |

### 従業員数の変遷
経済センサスによる従業員数の推移。
| 年                 | 従業員数 |
| ------------------ | -------- |
| 2016年（平成28年） | 3,103    |
| 2021年（令和3年）  | 3,003    |

## 施設
- 中野区立上高田地域センター
- U18プラザ上高田
- 東京消防庁中野消防署東中野出張所（特別消火中隊・救急隊無）
- 東亜学園高等学校
- 中野区立第五中学校
- 中野区立上高田小学校
- 中野区立白桜小学校
- 萬昌院功運寺 - 吉良義央の墓所が置かれる。
- 桜ヶ池不動尊（wikidata）
- 中野区立上高田運動施設（野球場・庭球場）
- 上高田郵便局
- 三井文庫本館（史料館）[15]

## 芸能
- たきび - この歌の発祥地が上高田である。
- 上高田囃子
- 餅つき歌
- 上高田少年合唱団

## その他

### 日本郵便
- 郵便番号 : 164-0002[3]（集配局 : 中野郵便局[16]）。